# Jisca Kalvanda
Jisca Kalvanda es el nombre de una actriz francesa. Es reconocida mayormente por su interpretación en la película Divines de 2016.

## Filmografía

### Cine
- 2014 : Max et Lenny de Fred Nicolas : Max
- 2016 : Divines de Houda Benyamina : Rebecca
- 2017 : Sage Femme de Martin Provost
- 2017 : La Niaque de Chad Chenouga y Christine Paillard

### Televisión
- 2014 : Engrenages (serie): episodio 1 - 12 : Fatoumata
- 2014 : 3 x Manon (miniserie) de Jean-Xavier de Lestrade  : Bintou

### Cortometrajes
- 2012 : Le Commencement de Guillaume Tordjman
- 2014 : Ghetto Child de Guillaume Tordjman
- 2015 : Mi-temps de Arnaud Pelca